# Oliver Onions (Schriftsteller)

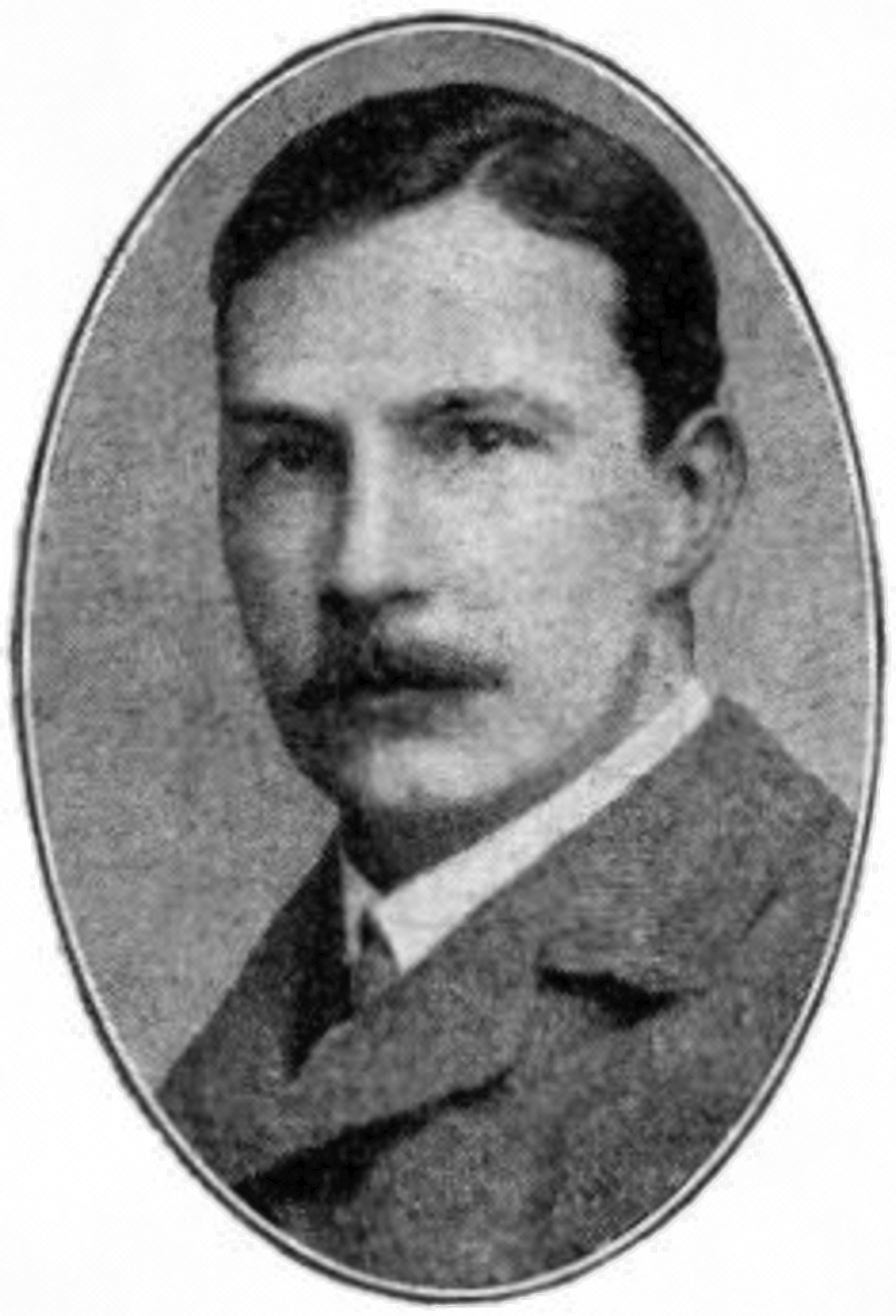
Oliver Onions (1915)

Oliver Onions, seit 1918 amtlicher bürgerlicher Name George Oliver (* 13. November 1873 in Bradford, England; † 9. April 1961 in Aberystwyth, Wales) war ein britischer Schriftsteller. Er veröffentlichte etwa 40 Romane und Novellensammlungen.

## Leben
Oliver Onions, der als Sohn eines Bankangestellten in der nordenglischen Grafschaft Yorkshire geboren wurde, studierte von 1894 bis 1897 Kunst an der Royal Academy of Arts in London, daran schloss sich ein einjähriger Aufenthalt in Paris an. Zurück in England arbeitete er zunächst als Plakatdesigner und Illustrator von Büchern und Zeitschriften. In seinen ersten Büchern The Compleat Bachelor (1900) und Tales from a Far Riding (1902) sammelte er kurze Erzählungen, die er zuvor in Zeitschriften veröffentlicht hatte. Beide Bücher illustrierte er selbst. 1903 veröffentlichte er seinen ersten Roman (The Odd-Job Man), dem weitere folgten. 1909 heiratete Onions die damals noch weitgehend unbekannte Berta Ruck, deren Karriere als Schriftstellerin er maßgeblich förderte. Das Ehepaar bekam die beiden Söhne Arthur (* 1912) und William (* 1913), der Wohnsitz der Familie befand sich zunächst in Henley-on-Thames, darauf (bis 1939) in Hampstead im damaligen County of London.
Mit seiner Novellensammlung Widdershins, die ein großer Erfolg bei den Kritikern wurde, schaffte Oliver Onions 1911 den Durchbruch. Ebenso erfolgreich war im folgenden Jahr sein Kriminalroman In Accordance with the Evidence, der mehrere Nachdrucke erlebte und zuletzt 1976 vom Verlag Garland Publishing (New York) innerhalb der Reihe Fifty Classics of Crime Fiction 1900–1950 publiziert wurde. Onions litt seit seiner Kindheit unter seinem Familiennamen (englisch für „Zwiebeln“). Entgegen dem üblichen Gebrauch in seiner Verwandtschaft versuchte er, eine Aussprache mit gedehntem Anfangsvokal ([ˈoːʊnjənz] statt [ˈʌnjənz]) durchzusetzen. Um seinen Söhnen die Hänseleien zu ersparen, die er selbst als Kind erlebt hatte, nahm er 1918 den Vornamen George und mit seiner Familie den Nachnamen Oliver an. Da er zu diesem Zeitpunkt bereits als Schriftsteller bekannt war, veröffentlichte er allerdings auch weiterhin ausschließlich unter seinem bisherigen Namen.
1939 verlegte Onions zusammen mit seiner Ehefrau den Wohnsitz vom Londoner Ballungsraum in das walisische Seebad Aberdyfi. Sein 1946 erschienener historischer Roman Poor Man’s Tapestry erhielt mit dem James Tait Black Memorial Prize den ältesten britischen Literaturpreis. Seinen letzten Roman zu Lebzeiten veröffentlichte er 1952 (A Penny for the Harp). Im Alter von 87 Jahren starb Oliver Onions in einem Krankenhaus Aberystwyth, welches in der Nähe seines Wohnorts Aberdyfi gelegen war. Aus seinem Nachlass gab seine Witwe 1965 den unvollendet gebliebenen Roman A Shilling to Spend heraus.

## Bedeutung
Oliver Onions’ Romane gehören überwiegend den Genres Historischer Roman, Kriminalroman, Thriller und Schauerliteratur an, einen Science-Fiction-Roman schuf er mit The New Moon (1918). Besondere Bedeutung erlangten allerdings seine novellenartigen Gespenstergeschichten, die er ursprünglich in den drei Sammlungen Widdershins (1911), Ghosts in Daylight (1924) und The Painted Face (1929) veröffentlichte und die in verschiedenen Zusammenstellungen mehrfach nachgedruckt wurden. Als sein berühmtestes Werk gilt die Gespensternovelle The Beckoning Fair One (deutscher Titel Die lockende Schöne) aus Widdershins, die in zahlreiche Anthologien aufgenommen und 1968 von der 20th Century Fox für das US-amerikanische und britische Fernsehen (u. a. mit Robert Lansing und John Fraser) verfilmt wurde. Von der Literaturwissenschaft wird vor allem die Darstellung von Zwangsneurosen und Paranoia in Onions’ Schauernovellen als bemerkenswert herausgestellt. In deutscher Übersetzung erschienen ausgewählte Novellen Onions’ in zwei Bänden in den 1980er-Jahren.

## Trivia
Das italienische Popmusik-Duo Guido & Maurizio De Angelis verwendete zeitweilig das Pseudonym Oliver Onions.

## Werke (Auswahl)
- The Compleat Bachelor. John Murray, London 1900
- Tales from a Far Riding. John Murray, London 1902
- The Odd-Job Man. John Murray, London 1903
- Widdershins. Martin Secker, London 1911 (zahlreiche Nachdrucke, zuletzt bei Chatto & Windus, London 1968)
- In Accordance with the Evidence. Martin Secker, London 1912 (Nachdrucke 1915, 1925, 1968, zuletzt bei Garland Publishing, New York 1976, ISBN 0-8240-2388-9)
- The New Moon. A Romance of Reconstruction. Hodder and Stoughton, London / New York 1918
- Ghosts in Daylight. Chapman & Hall, London 1924
- The Painted Face. William Heinemann, London 1929
- The Open Secret. William Heinemann, London 1930 (auch: Bernhard Tauchnitz, Leipzig 1931)
- The Collected Ghost Stories of Oliver Onions. Nicholson and Watson, London 1935 (Nachdruck bei Dover, New York 1971)
- The Hand of Kornelius Voyt. Hamish Hamilton. London 1939 (Nachdruck bei Lythway Press, Portway 1969, ISBN 0-85046-039-5)
- Poor Man’s Tapestry. Michael Joseph, London 1946 (Nachdruck 1966, zuletzt 1973, ISBN 0-718-11146-X)
- A Penny for the Harp. Michael Joseph, London 1952
- A Shilling to Spend. Michael Joseph, London 1965

Deutsche Übersetzungen
- Das bemalte Gesicht. Phantastische Geschichten. Bastei-Verlag Lübbe, Bergisch Gladbach 1982, ISBN 3-404-72018-0
- Die lockende Schöne. Spuk- und andere Geschichten um Liebe aus dem Jenseits. Bastei-Verlag Lübbe, Bergisch Gladbach 1984, ISBN 3-404-72036-9